# Peñarroya-Pueblonuevo (kommunhuvudort)
Peñarroya-Pueblonuevo är en kommunhuvudort i Spanien.   Den ligger i provinsen Province of Córdoba och regionen Andalusien, i den centrala delen av landet, 270 km sydväst om huvudstaden Madrid. Peñarroya-Pueblonuevo ligger 544 meter över havet och antalet invånare är 11 883.
Terrängen runt Peñarroya-Pueblonuevo är platt åt nordost, men åt sydväst är den kuperad. Runt Peñarroya-Pueblonuevo är det glesbefolkat, med 17 invånare per kvadratkilometer. Peñarroya-Pueblonuevo är det största samhället i trakten. Trakten runt Peñarroya-Pueblonuevo består till största delen av jordbruksmark.